# Aeroporto Vanguardia
O Aeroporto Vanguardia (em castelhano:  Aeropuerto Vanguardia) (IATA: VVC, ICAO: SKVV) é um aeroporto colombiano localizado na cidade de Villavicencio, no departamento de Meta.

## Companhias Aéreas e Destinos
| Companhias        | Cidades                                                         | Aliança       |
| ----------------- | --------------------------------------------------------------- | ------------- |
| Avianca 1 destino | Doméstico (1): Bogotá                                           | Star Alliance |
| Satena 4 destinos | Domésticos (4): Bogotá / Mitú / Puerto Carreño / Puerto Inírida | N/A           |